# Microtus subterraneus
Microtus subterraneus és una espècie de talpó que es troba a Europa i Turquia.
El pèl del dors és entre gris fosc i castany grogós que es difumina a gris al ventre. La cua és més curta que en altres talpons.
Viu en prats, boscos clars i jardins, amb sòls humits i vegetació densa, sovint al límit del bosc. Es distribueix en una gran part d'Europa al nord dels Alps, des de la Bretanya fins a la Rússia europea.
És d'hàbitats nocturns. Excava caus complexos amb nius de molsa i herba just per sota del nivell del sòl. S'alimenta bàsicament de les parts subterrànies de les plantes, però de vegades també de les parts verdes i de fruits que troba per terra.